# Майский (Омская область)
Майский — посёлок в Москаленском районе Омской области России. Входит в состав Звездинского сельского поселения.

## История
Основан в 1918 г. В 1928 году хутор Дмитриевка состоял из 6 хозяйств, основное население — русские. В составе Кувшиновского сельсовета Москаленского района Омского округа Сибирского края.
В 1969 году Указом Президиума ВС РСФСР фермы No 4 племзавода «Москаленский» переименован в посёлок Майский.
В соответствии с Законом Омской области от 30 июля 2004 года № 548-ОЗ «О границах и статусе муниципальных образований Омской области» посёлок вошёл в состав образованного муниципального образования «Звездинское сельское поселение».

## География
Находится на юге Западной Сибири.

## Население
| 1926 | 2010 |
| ---- | ---- |
| 40   | ↗252 |

Гендерный состав
По данным Всероссийской переписи населения 2010 года в гендерной структуре населения из 252 человек мужчин — 116, женщин — 136	(46,0 и 54,0 % соответственно)
Национальный состав
Согласно результатам переписи 2002 года, в национальной структуре населения русские составляли 91 % от общей численности населения в 365 чел..

## Инфраструктура
Развитое сельское хозяйство (животноводство). Личное подсобное хозяйство.
== Транспорт == автодорога «Пролетарский — Майский» (идентификационный номер 52 ОП МЗ Н-216) длиной 16,60 км..